# David Sombé
David Sombé (24 de abril de 2000) es un deportista francés que compite en atletismo, especialista en las carreras de velocidad. Ganó una medalla de  en el Campeonato Mundial de Atletismo de 2023, en la prueba de 4 × 400 m.

## Palmarés internacional
| Campeonato Mundial | Campeonato Mundial | Campeonato Mundial | Campeonato Mundial |
| Año                | Lugar              | Medalla            | Prueba             |
| ------------------ | ------------------ | ------------------ | ------------------ |
| 2023               | Budapest (Hungría) | Medalla de plata   | 4 × 400 m          |